# Эвпельмиды
Эвпельмиды (лат. Eupelmidae) — семейство паразитических наездников надсемейства Chalcidoidea подотряда Стебельчатобрюхие отряда Перепончатокрылые насекомые. Размеры мелкие (1—5 мм). Крылья с сильно редуцированным жилкованием.

## Биология
Паразиты Lepidoptera, орехотворок, Coleoptera, Hemiptera, паукообразных.

## Классификация
Мировая фауна включает 43 рода и около 1090 видов, в Палеарктике — 14 родов и около 245 видов. Фауна России включает 9 родов и 38 видов наездников этого семейства.
3 подсемейства. Впервые выделены как отдельная группа английским энтомологом Френсисом Уокером (англ. Francis Walker) в 1833 году.
- Calosotinae Bouček, 1958
  - Роды Archaeopelma, Balcha, Calosota, Eusandalum, Licrooides, Paraeusandalum, Pentacladia, Tanythorax
- Eupelminae
  - Роды Anastatus, Arachnophaga, Argaleostatus, Australoodera, Brasema, Calymmochilus, Cervicosus, Coryptilus, Ecnomocephala, Enigmapelma, Eueupelmus, Eupelmus, Eutreptopelma, Lecaniobius, Lutnes, Macreupelmus, Merostenus, Mesocomys, Omeganastatus, Ooderella, Oozetetes, Paranastatus, Phenaceupelmus, Phlebopenes, Psomizopelma, Reikosiella, Rhinoeupelmus, Taphronotus, Tineobiopsis, Tineobius, Uropelma, Xenanastatus, Zaischnopsis
- Neanastatinae Kalina, 1984
  - Роды Brevivulva, Eopelma, Lambdobregma, Metapelma, Neanastatus
- † Neanaperiallus masneri (Балтийский янтарь)

### Изменения 2022 года
В 2022 году в ходе реклассификации птеромалид одновременно был пересмотрен и состав эвпельмид. В нём из Calosotinae выделено новое подсемейство Eusandalinae Fusu, 2022 (Archaeopelma, Eusandalum, Licrooides, Paraeusandalum, Pentacladia). Из состава Eupelmidae выделены в отдельные семейства таксоны Metapelmatidae (Metapelma) и Neanastatidae (Lambdobregma, Neanastatus). Кроме того выделен с неясным статусом род Eopelma incertae sedis в Chalcidoidea.